# Роберт де Комин, граф Нортумбрии
Роберт де Комин (англ. Robert de Comines, лат. Robert de Cuminis; погиб 28 или 31 января 1069) — первый англонормандский граф Нортумбрии с 1068 года. Его родовое прозвание, возможно, происходит от названия фламандского города Комин, располагающегося недалеко от Лилля. Роберт принимал участие в нормандском завоевании Англии. В 1068 году он был назначен графом Нортумбрии, но по прибытии в Дарем был вместе с большинством своих воинов убит нортумбрийцами в результате антинормандского восстания.
Роберт считается основателем рода Коминов — одного из самых влиятельных домов Шотландского королевства в XIII веке.

## Биография
Исходя из родового имени считается, что Роберт, скорее всего, был родом из Фландрии. Поздний нормандский хронист Жоффруа Гаймар называет Роберта лидером фламандского отряда, последовавших за нормандским герцогом Вильгельмом для завоевания Англии. Ордерик Виталий называет его «Robert de Cuminis». Родовое прозвание Роберта, возможно, происходит от названия города Комин, располагающегося недалеко от Лилля.
Судя по всему, Роберт достаточно отличился при завоевании, поэтому ставший королём Вильгельм назначил в 1068 году его графом в Северной Англии. Ордерик Виталий сообщает, что на третьем году своего царствования новый английский король дал Комину графство Дарем, однако в «Истории королей англов и данов» (лат. Historia regum Anglorum et Danorum), создание которой приписывается Симеону Даремскому, утверждается, что Роберт был назначен управлять Нортумбрией — территорией к северу от реки Тайн. Это решение было, судя по всему, связано с попыткой Вильгельма Завоевателя взять эту территорию под свой контроль. Ордерик Виталий, возможно, назвал Роберта графом Дарема из-за того, что именно в Дареме тот нашёл свою смерть, но, по мнению современных исследователей, маловероятно, что слово «comitatus», используемое хронистом, означало графство в более позднем смысле. Скорее всего, Комин получил графство Нортумбрия, которым ранее управлял англосаксонский эрл Госпатрик из Бамбурга. Поскольку Роберт описывается, как один из людей, плативших деньги своим последователям, то, скорее всего, он был командиром наёмников.
Граф Роберт прибыл в Дарем в декабре 1068 года. Количество сопровождавших его воинов варьируется в источниках от 500 до 900. И все они, кроме двоих рыцарей, были убиты 28 или 31 января 1069 года. Симеон Даремский в своём церковном трактате «Libellus de exordio» сообщает, что нортумбрийцы, узнавшие о походе на них отряда Комина, собирались бежать, но этому помешала сильная метель. В результате они решили убить графа. Когда Роберт прибыл в Дарем, его встретил епископ Этельвин, предупредив о недоброжелательности жителей и посоветовавший не входить в город. Однако Комин отказался прислушаться к предупреждению и устроил свой лагерь в Дареме, где его люди начали бесчинствовать, относясь к городу как к захваченному. Узнав об этом, нортумбрийцы, жившие к северу от Тайна, двинулись на юг и ночью ворвались через городские ворота, убивая всех нормандцев, которых встречали. Сам граф, поселившийся в доме епископа, смог отбить нападение. После этого нортумбрийцы решили поджечь епископскую резиденцию; когда Роберт, спасаясь от огня, выбежал из дома, он был убит. От горящего здания грозила загореться западная башня собора, но «молитвы духовенства и горожан святому Кутберту» и встречный ветер отогнали огонь.
После резни в Дареме началось восстание в Йоркшире; кроме того, из Шотландии в Северную Англию вторгся англосаксонский принц Эдгар Этелинг. Узнав об этом, английский король выступил в поход, вернул под контроль Йорк, а захваченных мятежников подверг жёсткой казни. Хронист Гильом Жюмьежский описывает общий заговор против Вильгельма Завоевателя, однако его рассказ о северном восстании достаточно путаный, а гибель Роберта де Комина он вообще не упоминает. В качестве компромисса, направленного на умиротворение Нортумбрии, король вернул на место графа Нортумбрии Госпатрика. Это было временной мерой, уже зимой 1069/1070 года Вильгельм предпринял карательную экспедицию в Нортумбрию, вошедшую в историю как «Опустошение Севера». Однако неудачная попытка Роберта де Комина подчинить нортумбрийцев, живущих к северу от Тайна, иллюстрирует слабое влияние Вильгельма на данный регион на протяжении большей части своего правления.

## Наследство
Роберт считается родоначальником шотландского рода Коминов, представители которого обосновались в Шотландии во время правления короля Давида I в первой половине XII века, после чего играли ведущие роли в шотландской политике в XIII веке, а один из них, Джон «Чёрный» Комин, после угасания королевской Данкельдской династии претендовал на шотландский трон. Однако точные родственные связи между Робертом и шотландским канцлером Уильямом Комином (умер в 1161), первым заметным представителем рода, документально не прослеживаются.
Автором версии о родстве Уильяма Комина с Робертом, по мнению ряда исследователей, была М. Е. Камминг-Брюс, которая выпустила в 1870 году работу «Family records of the Bruces and the Cumyns». Пытаясь проследить происхождение своих предков, она попыталась возвеличить их, дав им подходящее дворянское происхождение без глубокого исследования. В итоге Камминг-Брюс без каких-то на то оснований указала Уильяма Комина сыном Роберта де Комина, а самого Роберта указала потомком франкского императора Карла Великого.